# قصر الرضوانية
قصر الرضوانية هو أحد القصور الرئاسية السابقة في العراق، ويقع بالقرب من مطار بغداد الدولي في منطقة الرضوانية جنوب غرب العاصمة. بُني القصر في عهد الرئيس العراقي السابق صدام حسين في عقد التسعينيات، وكان يُستخدم كمقر ضيافة ومكان لاستقبال الوفود الرسمية وكبار الشخصيات.

## الموقع
يقع القصر ضمن مجمع كبير محاط بأسوار عالية، بالقرب من مطار بغداد الدولي، مما جعله ذا أهمية استراتيجية خاصة خلال فترة حكم صدام حسين.
يقع القصر في منطقة استراتيجية غرب بغداد، تحده من الشمال قصور "تل مِهِل" وشارع الأردن، ومن الجنوب أحياء متفرقة قليلة الكثافة، ومن الشرق ضاحيتا العامرية وحي الفرات. يحيط بالقصر سور عالٍ مزود بأبراج مراقبة لضمان الأمن والمراقبة.

## الاستخدام بعد 2003
بعد غزو العراق 2003، سيطرت القوات الأمريكية على القصر، واستخدمته كمقر عسكري وإداري لسنوات عدة، قبل أن يُعاد إلى الحكومة العراقية. لاحقًا تم استخدام أجزاء من المجمع لأغراض أمنية وإدارية.
حيث ضمّ قواعد مثل:
- معسكر ليبرتي
- معسكر النصر (العراق)
- مجمع قاعدة النصر

## الأهمية
يُعد القصر واحدًا من أبرز رموز الحقبة الرئاسية في العراق قبل عام 2003، ويعكس الطابع المعماري والفخامة التي ميزت قصور صدام حسين المنتشرة في أنحاء البلاد.
بالإضافة إلى كونه مقراً رئاسياً ومنتجعاً فاخراً، احتوى المجمّع على مرفق احتجاز قالت منظمة هيومن رايتس ووتش إنه كان قادراً على استيعاب نحو خمسة آلاف سجين.

## التحول إلى جامعة أمريكية

### قرار التحويل
أعلنت دائرة عقارات الدولة في عام 2018 عن تخصيص قصر الرضوانية والمساحة المحيطة به ليصبح مقرًا للجامعة الأمريكية في بغداد. جاء هذا التخصيص ضمن جهود الاستفادة المثلى من القصور الرئاسية وتحويلها إلى مشاريع استراتيجية تعليمية واستثمارية.

### تفاصيل إضافية
أفادت وزارة التعليم العالي العراقية أن الجامعة ستفتح عامها الدراسي المقبل بعد التخصيص، وستضم كليات متعددة مثل: العلوم الطبية، الآداب، العلوم السياسية العالمية، وإدارة الأعمال.